# Challenger de Scheveningen 2015
El torneo Sport 1 Open 2015 es un torneo profesional de tenis. Pertenece al ATP Challenger Series 2015. Se disputará su 23.ª edición sobre superficie tierra batida, en Scheveningen, Países Bajos entre el 20 al el 26 de julio de 2015.

## Jugadores participantes del cuadro de individuales
| Favorito | País                        | Jugador                 | Rank1 | Posición en el torneo |
| -------- | --------------------------- | ----------------------- | ----- | --------------------- |
| 1        | Bandera de los Países Bajos | Robin Haase             | 74    | Semifinales           |
| 2        | Bandera de España           | Daniel Muñoz de la Nava | 109   | Cuartos de final      |
| 3        | Bandera de Alemania         | Jan-Lennard Struff      | 111   | Primera ronda         |
| 4        | Bandera de Kazajistán       | Aleksandr Nedovyesov    | 115   | Segunda ronda         |
| 5        | Bandera de España           | Íñigo Cervantes         | 117   | Segunda ronda         |
| 6        | Bandera de Georgia          | Nikoloz Basilashvili    | 120   | CAMPEÓN               |
| 7        | Bandera de Rusia            | Andrey Kuznetsov        | 121   | FINAL                 |
| 8        | Bandera de Eslovaquia       | Norbert Gombos          | 126   | Primera ronda         |

- 1 Se ha tomado en cuenta el ranking del 13 de julio de 2015.

### Otros participantes
Los siguientes jugadores recibieron una invitación (wild card), por lo tanto ingresan directamente al cuadro principal (WC):
- Thomas Schoorel
- Scott Griekspoor
- Tim van Terheijden
- Florian Mayer

Los siguientes jugadores ingresan al cuadro principal tras disputar el cuadro clasificatorio (Q):
- Roy de Valk
- Artem Smirnov
- Philipp Davydenko
- Alexey Vatutin

## Campeones

### Individual masculino
- Nikoloz Basilashvili derrotó en la final a  Andrey Kuznetsov, 7–6(7–3), 6–7(4–7), 3-6

### Dobles masculino
- Ariel Behar /  Eduardo Dischinger derrotaron en la final a  Aslan Karatsev /  Andrey Kuznetsov, 0–0 retiro